# (6432) Temirkanov
(6432) Temirkanov est un astéroïde de la ceinture principale.

## Description
(6432) Temirkanov est un astéroïde de la ceinture principale. Il fut découvert le 3 octobre 1975 à Nauchnyj par Lioudmila Tchernykh. Il présente une orbite caractérisée par un demi-grand axe de 3,08 UA, une excentricité de 0,11 et une inclinaison de 4,1° par rapport à l'écliptique.
Cet astéroïde est nommé en l'honneur du chef d'orchestre russe Iouri Temirkanov.

## Compléments